# Gagudjuia allosyncarpiae
Gagudjuia allosyncarpiae es un hemíptero de la familia Aleyrodidae, con una subfamilia: Aleyrodinae.
Gagudjuia allosyncarpiae fue descrita científicamente por primera vez por Martin en 1999.